# Chevrolet Cruze
Chevrolet Cruze är tre bilmodeller från General Motors. Den första Chevrolet Cruze var en kompakt SUV som tillverkades i Japan av Suzuki åren 2001–2008.
Andra generationens Cruze var en helt ny bil som utvecklades av GM själva. Bilen har ingenting utöver namnet gemensamt med föregångaren. Bilen lanserades först som fyrdörrars sedan som, beroende på marknad, ersätter Chevrolet Cobalt och Daewoo/Chevrolet Lacetti. Sedanmodellen har sedan följts av halvkombi- och kombimodeller.

## Chevrolet Cruze (2001–2008)
Den första Chevrolet Cruze visades ursprungligen som konceptbil med namnet Chevrolet YGM1 på bilmässan i Tokyo 1999 och var baserad på Suzuki Ignis. Den produktionsklara bilen hade utvecklats från den japanska bilen, och namngetts av GM:s australiska division Holden. Bilen tillverkades av Suzuki i Japan och såldes i Japan som Chevrolet Cruze, men i Australien såldes den som Holden Cruze. Från 2003 ersatte den också den tidigare Suzuki Ignis i Europa och såldes under samma namn som föregångaren.

## Chevrolet Cruze J300 (2008–2016)
GM presenterade den andra generationens Cruze 2008 som ersättare för Chevrolet Cobalt och Daewoo Lacetti. De första bilderna på bilen släpptes sommaren 2008. GM har investerat i uppgraderingar av sin fabrik i Ohio för att förbereda produktion av bilen, som även byggs eller planeras att byggas på flera platser i Asien och i Australien. Bilen bygger på samma bottenplatta som 2010 års generation av Opel Astra och enligt GM är den utvecklad av ett globalt team av designer och ingenjörer. Utvecklandet av bilen ska ha kostat 4 miljarder $ och tagit 27 månader, under vilken tid man byggt 221 prototyper som testats i Australien, USA, Sverige, Kanada, Storbritannien, Sydkorea och Kina EuroNCAP krocktestade bilen och gav den 5 stjärnor av 5. Även australiska NCAP gav bilen toppbetyg.
Bilen började säljas 2009 på vissa marknader, bland annat Malaysia, Kina och vissa europeiska länder. Till vissa länder, bland annat Sverige, kom den 2010. Bilen heter Chevrolet Cruze på de flesta marknader, förutom Sydkorea där den heter Daeweoo Lacetti Premiere och Australien där den heter Holden Cruze. 2010 stod det klart att den nordamerikanska modellen Chevrolet Cobalt skulle läggas ner, då Cruze även skulle introduceras där.
En femdörrars halvkombi, som utvecklats av australiensiska Holden, premiärvisades 2010 och började säljas 2011.

## Chevrolet Cruze (2018–)
Chevrolet Cruze 2018 finns i fem utrustningsnivåer - L, LS, LT, Premier och LT Diesel.
- L och LS finns som sedan och drivs av en 1,4-liters fyrcylindrig motor i linje med 153 hk.
- LT och Premier finns som sedan eller hatchback och drivs av samma 1,4-liters fyrcylindriga motor i rad som basutrustningen, men med andra och bättre bränsleekonomi.
- LT Diesel finns som sedan eller hatchback och drivs av en 1,6-liters fyrcylindrig motor med 137 hk och har en kombinerad bränsleekonomi på 37 mpg.

Cruze levereras med en turboladdad bensinmotor, och dess valfria turbodieselmotor finns nu tillgänglig i både sedan- och hatchbackmodellerna. Båda motorerna kommer med antingen en manuell eller automatisk växellåda. Chevrolet Cruze 2018 är utformad för högre bränsleeffektivitet och erbjuder polerad hantering och en smidig fjädring.
Chevrolet Cruze 2018 är utformad för att ge fem passagerare bekväm plats och har ett lastutrymme på 22,7 kubikfot. Interiören är utrustad med förstklassiga kvalitetsmaterial. Tillvalsuppgraderingar som lädersäten, ett Bose-ljudsystem och automatisk klimatkontroll. Infotainmentfunktioner inkluderar Chevrolets infotainmentsystem MyLink, Apple CarPlay och Android Auto, en Wi-Fi-hotspot, en backkamera och Bluetooth.
Säkerhetsfunktioner som standard inkluderar parkeringssensorer bakåt, övervakning av döda vinkeln, lane change alert, lane departure warning, lane keep assist, rear cross traffic alert, forward collision alert och en indikator för följdavstånd.